# ژیمناستیک در المپیک تابستانی ۱۹۹۲
ژیمناستیک در بازی‌های المپیک تابستانی ۱۹۹۲ نام رویداد ورزش ژیمناستیک در بازی‌های المپیک تابستانی بود که در سال ۱۹۹۲ برگزار شد. در این مسابقات دو رشته مختلف ژیمناستیک برگزار شد: ژیمناستیک هنری و ژیمناستیک ریتمیک. ژیمناستیک هنری از ۲۶ ژوئیه تا ۲ اوت و همچنین ژیمناستیک ریتمیک از ۶ تا ۸ اوت برگزار شد.

## ژیمناستیک هنری

### مردان
| بازی‌ها             | طلا | نقره                                                                               | برنز |
| انفرادی تمام اسباب | ویتالی شربو · تیم متحد · ( بلاروس)                                                                                | گریگوری میسوتین · تیم متحد · ( اوکراین)                                            | والری بلنکی · تیم متحد · ( جمهوری آذربایجان)                                                                        |
| تیمی تمام اسباب    | تیم متحد (EUN) · والری بلنکی · ایهور کوروبچینسکی · گریگوری میسوتین · ویتالی شربو · روستم شاریپوف · الکسی ووروپایف | چین (CHN) · گو لینیائو · لی چونیانگ · لی داشوانگ · لی گه · لی جینگ · لی زیائوشوآنگ | ژاپن (JPN) · یوتاکا آیهارا · تاکاشی چینن · یوشیاکی هاتاکدا · یوکیو ایکه‌تانی · ماسایوکی ماتسوناگا · دایسوکه نیشیکاوا |
| حرکات زمینی        | لی زیائوشوآنگ · چین                                                                                               | یوکیو ایکه‌تانی · ژاپن · گریگوری میسوتین · تیم متحد · ( اوکراین)                    | مدال داده نشد |
| بارفیکس            | ترنت دیماس · ایالات متحده آمریکا                                                                                  | گریگوری میسوتین · تیم متحد · ( اوکراین) · آندریاس ویکر · آلمان                     | مدال داده نشد |
| میله پارالل        | ویتالی شربو · تیم متحد · ( بلاروس)                                                                                | لی جینگ · چین                                                                      | ایهور کوروبچینسکی · تیم متحد · ( اوکراین) · گو لینیائو · چین · ماسایوکی ماتسوناگا · ژاپن                            |
| خرک حلقه           | ویتالی شربو · تیم متحد · ( بلاروس) · پی گیل-سو · کره شمالی                                                        | مدال داده نشد                                                                      | آندریاس ویکر · آلمان                                                                                                |
| دارحلقه            | ویتالی شربو · تیم متحد · ( بلاروس)                                                                                | لی جینگ · چین                                                                      | آندریاس ویکر · آلمان · لی زیائوشوآنگ · چین                                                                          |
| پرش از خرک         | ویتالی شربو · تیم متحد · ( بلاروس)                                                                                | گریگوری میسوتین · تیم متحد · ( اوکراین)                                            | یو اوک-ریول · کره جنوبی                                                                                             |

### زنان
| بازی‌ها             | طلا | نقره | برنز |
| انفرادی تمام اسباب | تاتیانا گوتسو · تیم متحد · ( اوکراین)                                                                                      | شانون میلر · ایالات متحده آمریکا                                                                                 | لاوینیا میلوشوویسی · رومانی                                                                              |
| تیمی تمام اسباب    | تیم متحد (EUN) · اسوتلانا بوگینسکایا · اوکسانا چوسوویتینا · روزالیا گالیوا · یلنا گرودنوا · تاتیانا گوتسو · تاتیانا لیسنکو | رومانی (ROM) · کریستینا بونتاش · جینا گوگیان · واندا هاداره‌آن · لاوینیا میلوشوویسی · ماریا نکولیتا · میرلا پاشکا | ایالات متحده آمریکا (USA) · وندی بروک · دومینیک داوز · شانون میلر · بتی اوکینو · کری استراگ · کیم زمسکال |
| چوب موازنه         | تاتیانا لیسنکو · تیم متحد · ( اوکراین)                                                                                     | لو لی · چینشانون میلر · ایالات متحده آمریکا                                                                      | مدال داده نشد                                                                                            |
| حرکات زمینی        | لاوینیا میلوشوویسی · رومانی                                                                                                | هنریتا اونودی · مجارستان                                                                                         | کریستینا بونتاش · رومانیشانون میلر · ایالات متحده آمریکاتاتیانا گوتسو · تیم متحد · ( اوکراین)            |
| پارالل ناهم‌سطح     | لو لی · چین | تاتیانا گوتسو · تیم متحد · ( اوکراین)                                                                            | شانون میلر · ایالات متحده آمریکا                                                                         |
| پرش از خرک         | لاوینیا میلوشوویسی · رومانیهنریتا اونودی · مجارستان                                                                        | مدال داده نشد | تاتیانا لیسنکو · تیم متحد · ( اوکراین)                                                                   |

## ژیمناستیک ریتمیک
| بازی‌ها  | طلا                                        | نقره                       | برنز                                      |
| انفرادی | الکساندرا تیموشنکو · تیم متحد · ( اوکراین) | کارولینا پاسکوال · اسپانیا | اوکسانا اسکالدینا · تیم متحد · ( اوکراین) |

## جدول مدال‌ها
| رتبه  | کشور                      | طلا | نقره | برنز | مجموع |
| ۱     | تیم متحد (EUN)            | ۱۰  | ۵    | ۵    | ۲۰    |
| ۲     | چین (CHN)                 | ۲   | ۴    | ۲    | ۸     |
| ۳     | رومانی (ROU)              | ۲   | ۱    | ۲    | ۵     |
| ۴     | ایالات متحده آمریکا (USA) | ۱   | ۲    | ۳    | ۶     |
| ۵     | مجارستان (HUN)            | ۱   | ۱    | ۰    | ۲     |
| ۶     | کره شمالی (PRK)           | ۱   | ۰    | ۰    | ۱     |
| ۷     | آلمان (GER)               | ۰   | ۱    | ۲    | ۳     |
| ۷     | ژاپن (JPN)                | ۰   | ۱    | ۲    | ۳     |
| ۹     | اسپانیا (ESP)             | ۰   | ۱    | ۰    | ۱     |
| ۱۰    | کره جنوبی (KOR)           | ۰   | ۰    | ۱    | ۱     |
| مجموع | مجموع                     | ۱۷  | ۱۶   | ۱۷   | ۵۰    |